# Shabu-shabu
Shabu-shabu (jap. しゃぶしゃぶ) – japońskie danie jednogarnkowe typu nabe-mono, składające się z bardzo cienko pokrojonego mięsa wołowego i warzyw gotowanych w wodzie i maczanych następnie w sosach. 

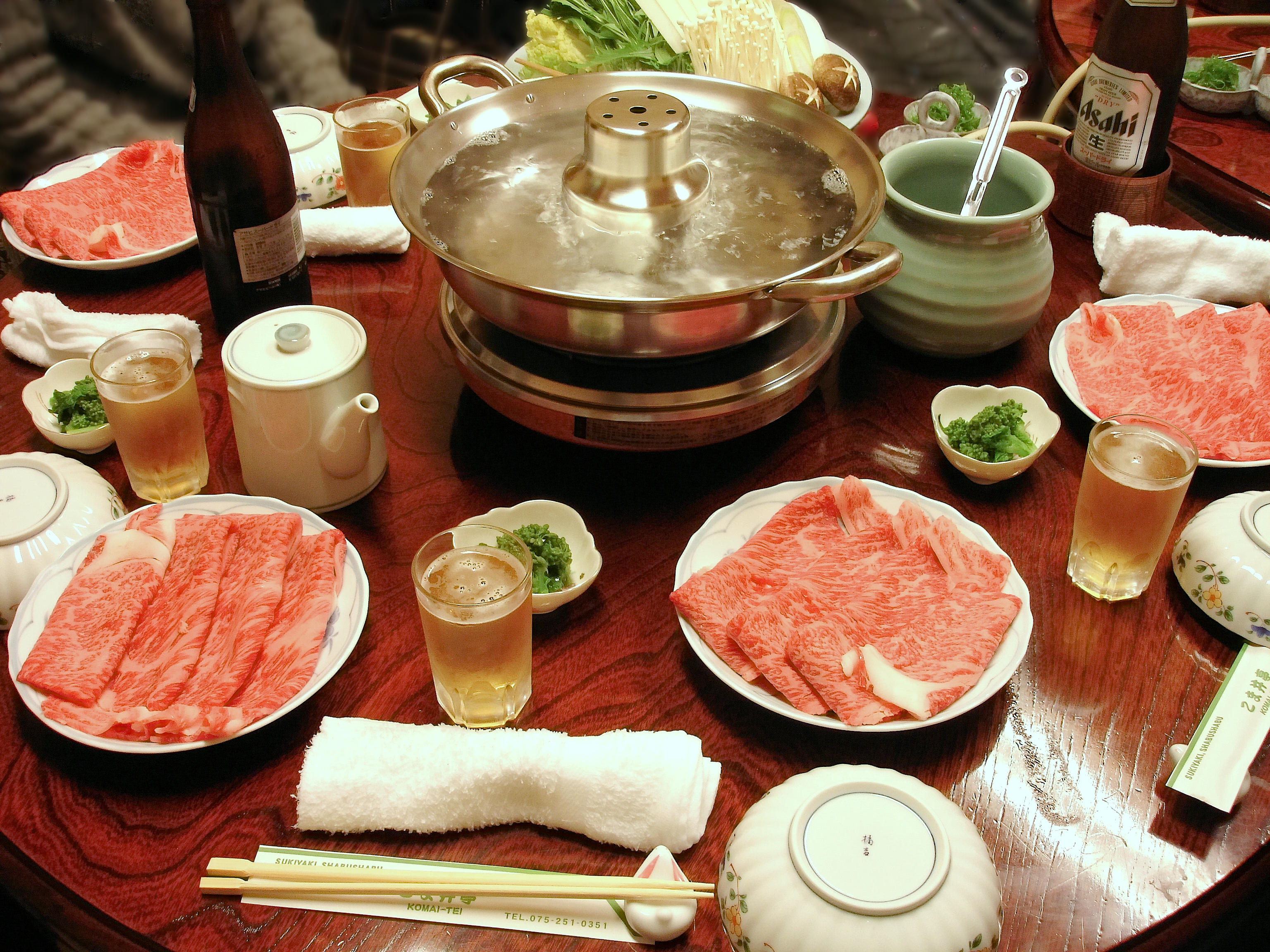
Stół przygotowany do spożycia shabu-shabu

W szerokim znaczeniu nazwa ta odnosi się także do wieprzowiny, drobiu i owoców morza spożywanych w ten sposób.  
Nazwa potrawy jest onomatopeiczna, pochodzi od dźwięku („chlapu chlapu”) kolejnego zanurzania i mieszania składników w gotującej się wodzie w garnku.